# HMS Queen (1769)
Pour les autres navires du même nom, voir HMS Queen.
Le HMS Queen est un vaisseau de ligne en service dans la Royal Navy à la fin du XVIIIe siècle et au début du XIXe siècle.

## Conception et construction
Le HMS Queen est le seul navire de sa classe. Conçu à la base pour porter 90 canons, il reçoit au début des années 1780 un nouvel armement portant sa batterie à 98 canons. Dans sa version à 90 canons, ceux-ci sont répartis en 28 canons de 32 livres sur le pont-batterie principal, 30 canons de 18 livres sur le pont-batterie médian, 30 canons de 12 livres sur le pont-batterie supérieur et 2 canons de 9 livres sur le gaillard d'avant.
Commandé le 10 novembre 1761 et construit par le chantier naval de Woolwich, il est lancé le 18 septembre 1769. Long de 177 pieds et 6 pouces (soit environ 54 m), large de 49 pieds et 6 pouces (soit environ 15 m) et d'un tirant d'eau de 21 pieds et 9 pouces (soit environ 6,6 m), il déplace 1 876 tons.

## Service actif

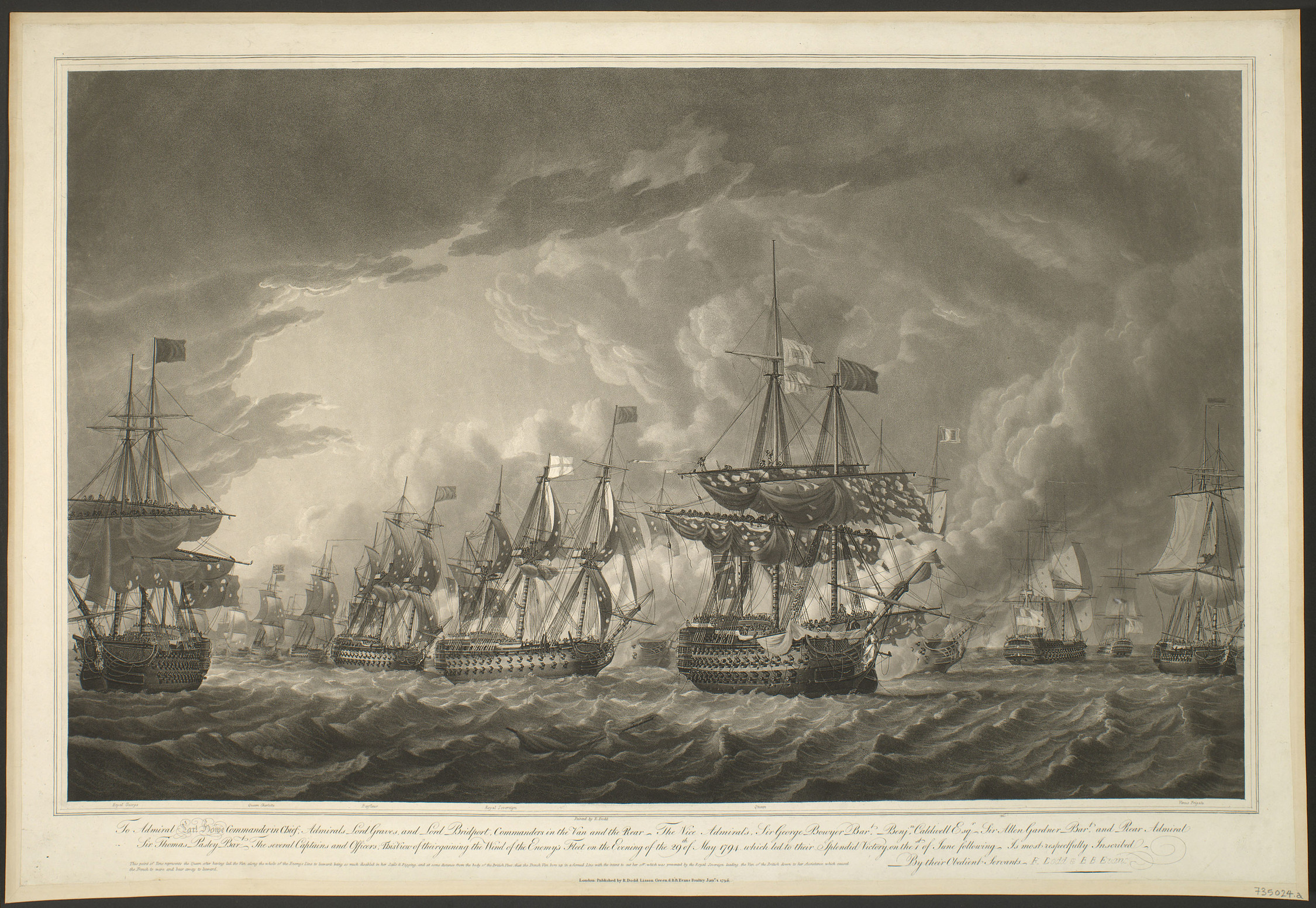
Le Queen après avoir mené la ligne de bataille britannique face aux vaisseaux français lors de la guerre de la première coalition.

### Guerre d'indépendance des États-Unis
En 1778, le HMS Queen participe au sein de la flotte de l'amiral Keppel à la première bataille d'Ouessant. Le navire participe aussi à la seconde bataille d'Ouessant, en 1781. Le 20 octobre 1782, le HMS Queen porte la marque du contre-amiral Hood à la bataille du cap Spartel.

### Guerres de la Révolution française
Le 1er juin 1794, le HMS Queen participe à la bataille du 13 prairial an II où il est sévèrement endommagé.
Le 23 juin 1795, lors de la bataille de Groix, le HMS Queen se porte à l'assaut du centre de la ligne française. Le navire concentre son feu sur le Tigre qui affronte également les HMS Queen Charlotte et London et finit par abaisser son pavillon.
Le vaisseau est ensuite envoyé aux Antilles.

### Guerres napoléoniennes
En 1805, le HMS Queen fait partie des quatre navires qui, sous les ordres du contre-amiral Louis, se porte depuis Gibraltar à la rencontre des navires britanniques revenant de la bataille de Trafalgar. Le vice-amiral Collingwood porte alors sa marque à son bord.

## Dernières années
Le HMS Queen est rasé et transformé en un deux-ponts de 74 canons en 1811. Il est démoli en 1821.